# Echinorhynchus garzae
Echinorhynchus garzae är en hakmaskart som beskrevs av Zeder 1803. Echinorhynchus garzae ingår i släktet Echinorhynchus och familjen Echinorhynchidae. Inga underarter finns listade i Catalogue of Life.